# PTT Pattaya Open 2011
Il PTT Pattaya Open 2011 è stato un torneo femminile di tennis giocato sul cemento. È stata la 20ª edizione del PTT Pattaya Open (formalmente conosciuto come Pattaya Women's Open) che fa parte della categoria International nell'ambito del WTA Tour 2011. Si è giocato al Dusit Thani Hotel di Pattaya in Thailandia dal 6 al 13 febbraio 2011.

## Partecipanti

### Teste di serie
| Nazionalità | Giocatrice         | Ranking* | Testa di serie |
| ----------- | ------------------ | -------- | -------------- |
| Russia      | Vera Zvonarëva     | 3        | 1              |
| Serbia      | Ana Ivanović       | 19       | 2              |
| Russia      | Marija Kirilenko   | 25       | 3              |
| Slovacchia  | Daniela Hantuchová | 32       | 4              |
| Italia      | Roberta Vinci      | 38       | 5              |
| Cina        | Peng Shuai         | 40       | 6              |
| Cina        | Jie Zheng          | 43       | 7              |
| Italia      | Sara Errani        | 44       | 8              |

- 1 * Ranking al 31 gennaio 2011.

### Altre partecipanti
Giocatrici che hanno ricevuto una Wild card:
- Nicha Lertpitaksinchai
- Noppawan Lertcheewakarn
- Nudnida Luangnam

Giocatrici passate dalle qualificazioni:

- Zarina Dijas
- Nungnadda Wannasuk
- Galina Voskoboeva
- Ksenia Palkina

## Campionesse

### Singolare
Daniela Hantuchová ha battuto in finale  Sara Errani con il punteggio di 6–0, 6–2.
- È il 1º titolo dell'anno per Daniela Hantuchová, il 4° della sua carriera.

### Doppio
Sara Errani /  Roberta Vinci hanno battuto in finale  Sun Shengnan /  Zheng Jie con il punteggio di 3–6, 6–3, [10–5].